# Mammut Sports Group
Die Mammut Sports Group AG (früher auch Arova-Mammut AG, Mammut AG) ist ein Schweizer Hersteller von Bekleidung und Ausrüstung für Berg-, Kletter-, Outdoor- und Schneesport sowie Traillaufen. Das Unternehmen wurde 1862 ursprünglich als Seilerei gegründet und gehört seit 2021 zur Investmentgesellschaft Telemos Capital.

## Geschichte

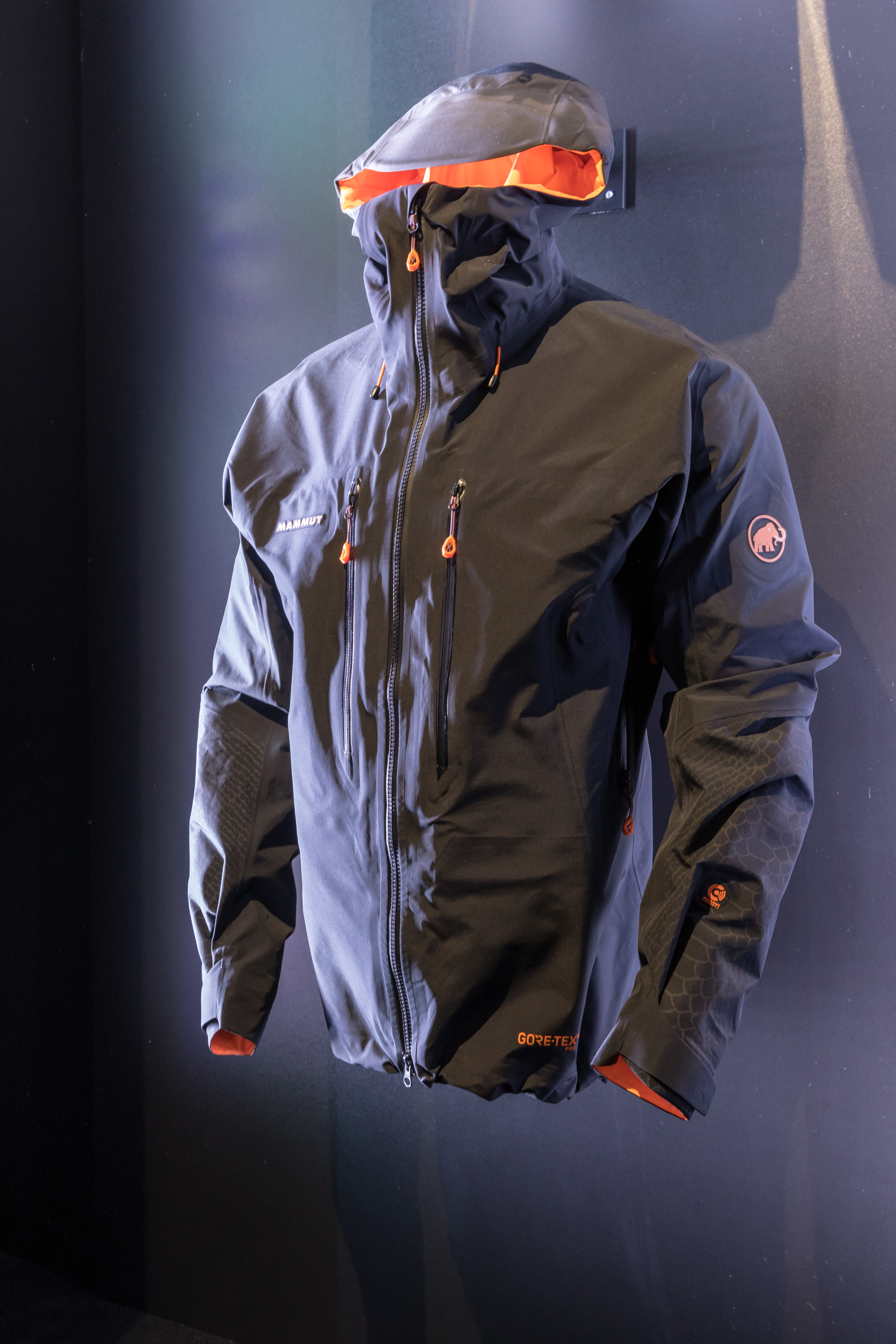
Outdoor-Jacke von Mammut

### 19. und 20. Jahrhundert
Das Unternehmen wurde 1862 von Kaspar Tanner in Dintikon als Seilerei gegründet. 1878 zog die Firma nach Lenzburg um. 1898 übernahm Kaspars Sohn Oscar die Firma, die in den folgenden Jahrzehnten und insbesondere während des Ersten Weltkrieges deutlich wuchs. Ab 1919 trug die Firma den Namen «Seilwarenfabrik AG Lenzburg». 1924 verliess Oscar Tanner die Firma.
Ab 1943 trugen die Produkte der Seilwarenfabrik AG Lenzberg den Markennamen Mammut. Mit dieser Umbenennung wurde auch das Mammut als Unternehmenssymbol eingeführt. Es sollte dabei als Symbol für Kraft und Stärke stehen. 1968 übernahm die Heberlein-Gruppe die Firma und benannte sie in «Arova Lenzburg AG» um. 1982 erfolgte der Verkauf der Firma von der Heberlein-Gruppe an den Schweizer Mischkonzern Conzzeta übernommen. Die Arova Lenzberg AG wurde 1984 in «Arova Mammut AG» umbenannt und zog 1992 nach Seon um, wo seitdem der Firmensitz ist.
Als das ursprüngliche Kerngeschäft der Seilerei in eine Krise geriet, und viele vergleichbare Seilereien aufgaben, entwickelte sich das Unternehmen in den 1970er- und 1980er-Jahren schrittweise zu einem Hersteller von Outdoor-Bekleidung weiter. 1981 erschien die erste Outdoor-Kollektion des Unternehmens. 1989 wurde etwa der Rucksackhersteller Fürst übernommen.

### 21. Jahrhundert
Im neuen Jahrtausend übernahm das Unternehmen, das seit 2003 den Namen «Mammut Sports Group AG» trägt, weitere Unternehmen und wurde zunehmend weltweit tätig. Seit 2001 gehört «Ajungilak», ein norwegischer Hersteller von Schlafsäcken, zur Mammut Sports Group. Zum 1. April 2003 übernahm die Unternehmensgruppe auch den seit 1909 bestehenden Schweizer Schuhhersteller «Raichle». Anschliessend deckte Raichle innerhalb der Mammut Sports Group die Teilmärkte Berg-, Trekking-, Wander- und Multifunktionsschuhe ab. Im Frühjahr 2009 wurde die Marke Raichle zu Gunsten eines einheitlichen Markenauftritts aufgegeben, und die Produkte werden seitdem ebenfalls unter dem Namen Mammut vertrieben. Zum 1. Juli 2011 übernahm die Mammut Sports Group das Unternehmen «Snowpulse», einen Hersteller von Lawinenrucksäcken.
Ein Bericht in der Handelszeitung zählte das Unternehmen im Jahr 2008 zu den sogenannten Hidden Champions. Im Jahr 2011 erwirtschaftete die Mammut Sports Group mit 465 Mitarbeitenden einen Umsatz von 210,8 Millionen Schweizer Franken (davon rund 70 % im Ausland).
Das zentrale Auslieferungslager der Mammut Sports Group befand sich bis Ende 2012 in Memmingen. Im Juli 2011 wurde im wenige Kilometer von Memmingen entfernten Wolfertschwenden ein neues Europa-Lager gebaut. Zugleich wurde mit diesem Schritt die Logistik des Unternehmens von Seon nach Wolfertschwenden verlegt.
Im Jahr 2016 gab die Mammut Sports Group die eigene Seilerei in Seon auf, was mit der starken Bewertung des Schweizer Frankens und der dadurch kostenintensiven Seilproduktion in der Schweiz begründet wurde. Die Anlagen zur Herstellung von Bergseilen wurden an die österreichische Firma Teufelberger verkauft.
Im Dezember 2019 machte Conzzeta die Absicht öffentlich, sich von der Mammut Sports Group zu trennen. Als Grund führte Conzzeta an, sich stärker auf ihr Kerngeschäft, die Blechbearbeitung, konzentrieren zu wollen. Im April 2021 wurde bekannt, dass die Mammut Sports Group an die Londoner Investmentgesellschaft Telemos Capital verkauft wird, hinter welcher Philippe Jacobs von der ehemaligen Kaffee-Dynastie Jacobs steht. Am 30. Juni 2021 wurde der Vollzug des Verkaufes gemeldet.
2023 weitete die Mammut Sports Group ihre Geschäftstätigkeit auf Südkorea aus, was nach China und Japan eine weitere Expansion des Asiengeschäftes für das Unternehmen darstellte. Seit 2024 führt Mammut den österreichischen Markt als direkte Vertriebsgesellschaft, nachdem die indirekte Vertriebsgesellschaft Mammut Sports Group Austria GmbH eingestellt wurde. Ab Herbst 2024 wird der österreichische Markt durch eine neu gegründete Tochtergesellschaft abgedeckt. In der Schweiz und Deutschland ist das bereits der Fall.

## Produkte und Marken
Unter der Marke Mammut werden Outdoor-Bekleidung, Rucksäcke, Schlafsäcke, Kletterseile und -gurte produziert. Nach Aussage des Geschäftsführers Heiko Schäfer in einem Interview von 2023 versteht sich Mammut als «Bergsportmarke» sowie in Abgrenzung etwa zur Fast Fashion als «Premium-Marke». Kletterausrüstung und -zubehör machen rund ein Drittel des Umsatzes aus. Die Outdoor-Bekleidung ist für Bergsport, Wandern, Skifahren, Traillaufen und andere Aktivitäten geeignet. Die «Eiger Extreme Kollektion» von Mammut richtet sich an Bedingungen des Extrembergsteigens aus und wurde in Zusammenarbeit mit Profisportlern entwickelt.
Mit der Marke «Barryvox» bietet das Unternehmen auch Lawinenverschüttetensuchgeräte an. Zur Mammut Sports Group gehörten zeitweise neben der Hauptmarke Mammut auch die Marken «Ajungilak» (Schlafsäcke), «Lucido» (Stirnlampen) und «Raichle» (Schuhe). Inzwischen führt das Unternehmen nur noch «Mammut» als Hauptmarke.
Einige Produkte von Mammut wurden in den Jahren 2023 und 2024 mit dem ISPO Award der Internationalen Fachmesse für Sportartikel und Sportmode ausgezeichnet.

## Wirtschaftliches

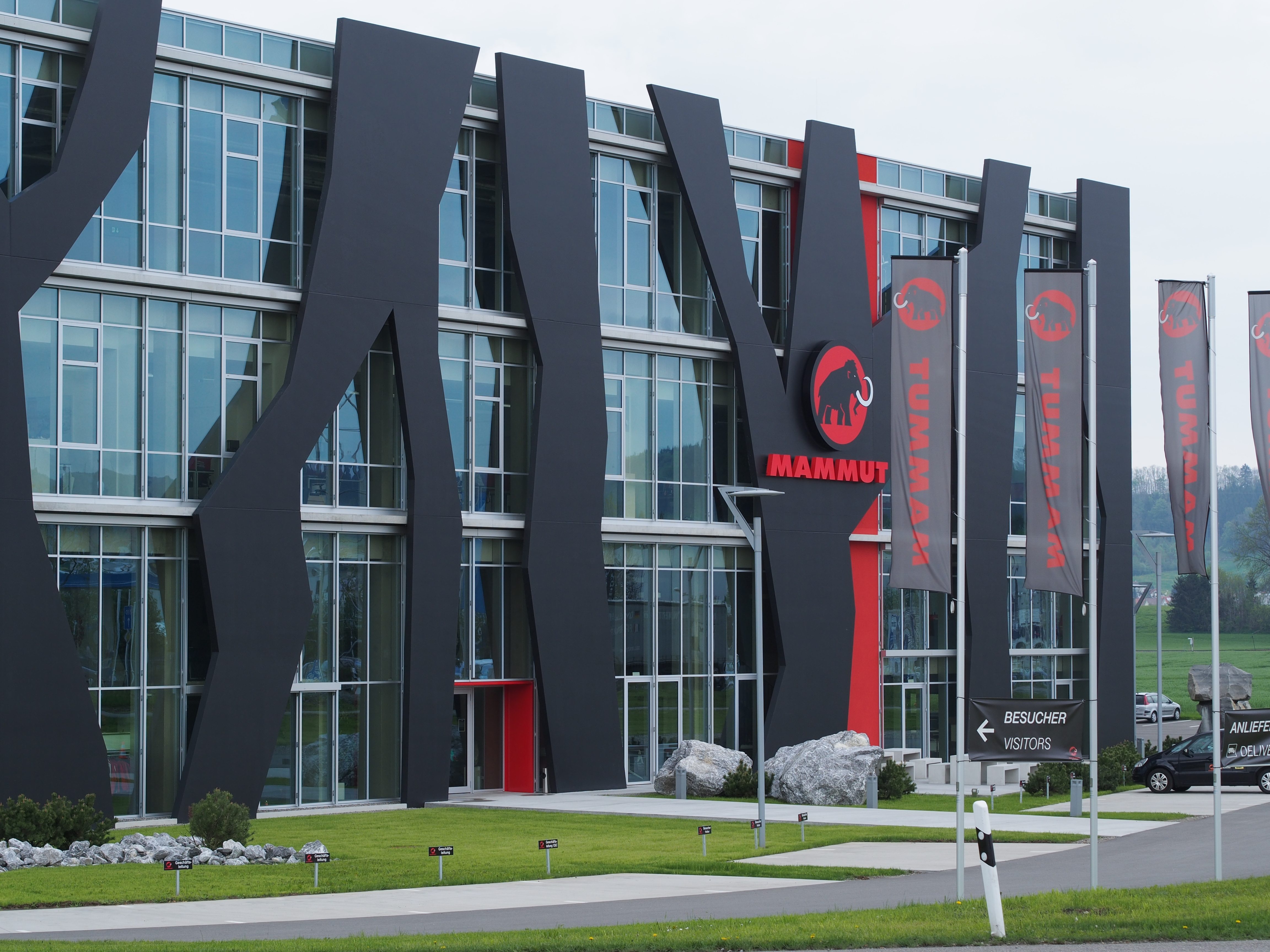
Deutschlandzentrale von Mammut in Wolfertschwenden

Das Unternehmen gehört als Private Equity zu der Londoner Investmentgesellschaft Telemos Capital. Der Sitz des Unternehmens ist im schweizerischen Seon, das zentrale Auslieferungslager für Europa befindet sich in Wolfertschwenden in Bayern.
Die Mammut Sports Group beschäftigt rund 800 Mitarbeitende und ist über Tochtergesellschaften, Distributoren und Agenturen in über 40 Ländern tätig. Sie betreibt international eine Reihe von Flagship-Stores, am Hauptsitz in Seon gibt es zusätzlich einen Fabrikverkauf.
Nettoumsatz nach Regionen (2018):
|                |                |  |      |      |
| Europa         | Europa         |  | 67 % | 67 % |
| Amerika        | Amerika        |  | 11 % | 11 % |
| Asien und Rest | Asien und Rest |  | 22 % | 22 % |
|                |                |  |      |      |

Nettoumsatz nach Produkten (2018):
|            |            |  |      |      |
| Bekleidung | Bekleidung |  | 65 % | 65 % |
| Hardware   | Hardware   |  | 23 % | 23 % |
| Schuhe     | Schuhe     |  | 12 % | 12 % |
|            |            |  |      |      |

EBIT 2016–2018 (in CHF Mio.): 2016: 1.2, 2017: 0.1, 2018: 5.2

## Unternehmensverantwortung und Sponsoring

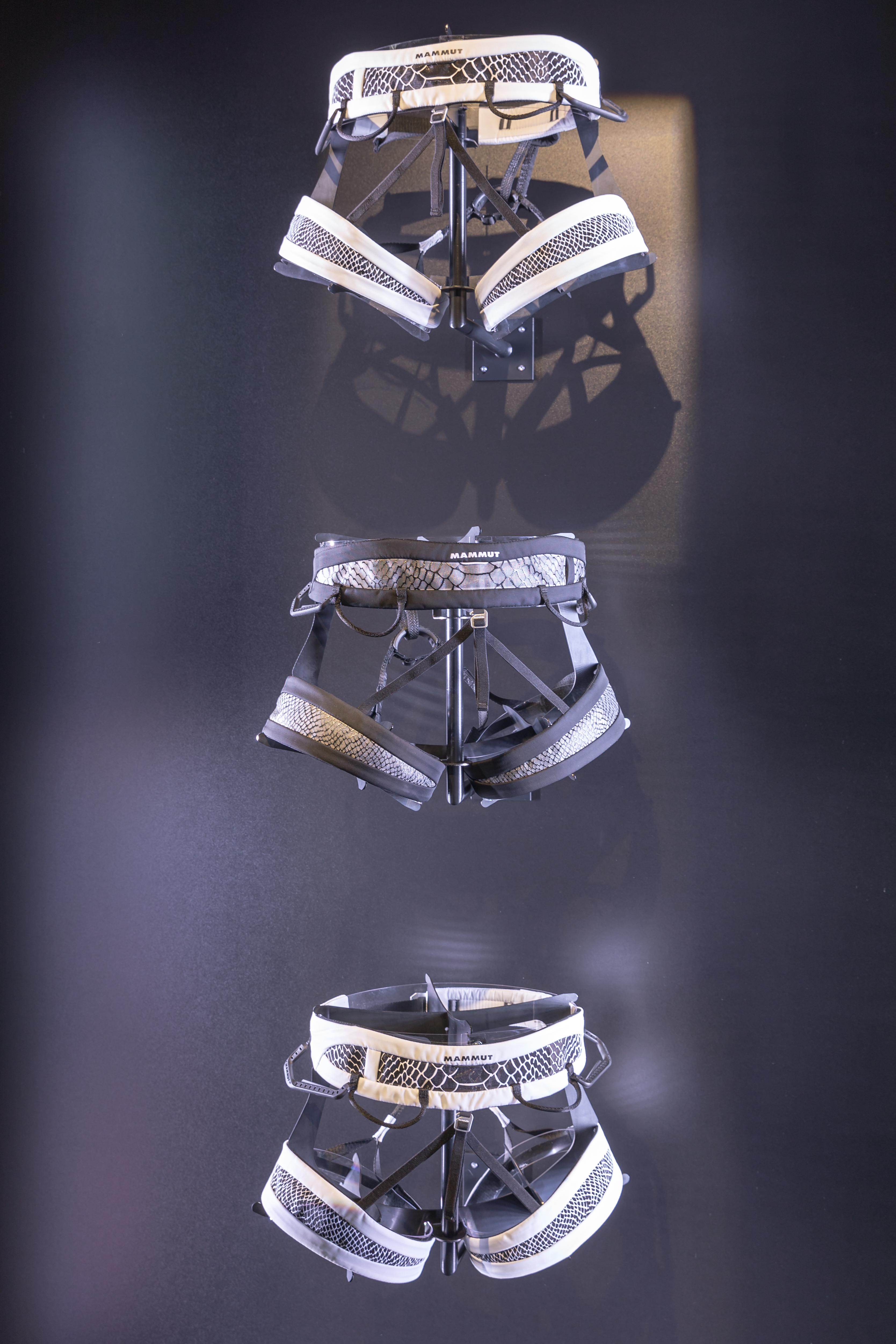
Klettergurte von Mammut

Die Nichtregierungsorganisation Erklärung von Bern verglich 2010 mittels Umfragen und Internetrecherchen bei 77 Modelabels die Standards der Arbeitsbedingungen in Produktionsländern. Die Mammut Sports Group AG wurde dabei in die beste Kategorie «Fortgeschrittene» von fünf Kategorien eingestuft. Die Mammut Sports Group ist Mitglied der Fair Wear Foundation und wurde von dieser mehrfach für Bemühungen in der Transparenz der Lieferketten ausgezeichnet.
Das Unternehmen hat sich nach eigenen Angaben zum Ziel gesetzt, bis 2025 die umweltschädlichen per- und polyfluorierte Chemikalien aus ihren Lieferketten zu entfernen. 2021 erhielt die Mammut Sports Group für ein Kreislaufwirtschaftsprojekt den Deutschen Nachhaltigkeitspreis. Die Erreichung ihrer eigenen CO2-Ziele erklärte das Unternehmen 2024 für bonusrelevant.
2024 kleidet die Mammut Sports Group im Zuge eines Sponsorings das deutsche Sportkletterer-Team bei den Olympischen Sommerspielen 2024 ein. Des Weiteren sponsert sie Profisportler aus den Sportarten Skifahren, Klettern und Bergsteigen, zu denen Stand 2024 beispielsweise Ai Mori, Adam Ondra, Jérémie Heitz, Jakob Schubert, Stephan Siegrist und Nadine Wallner zählen. Die Sportler sollen zugleich die Produkte des Unternehmens unter extremen Bedingungen testen.